# Barranca de Upía (kommun)
Barranca de Upía är en kommun i Colombia.   Den ligger i departementet Meta, i den centrala delen av landet, 120 km öster om huvudstaden Bogotá. Antalet invånare är 3 197.